# Wildern
Wildern ist eine abgegangene Höhenburg und ein Freisitz auf dem südöstlichen Ausläufer des Immenberg oberhalb von Zezikon, einer Ortschaft in der Gemeinde Affeltrangen im Kanton Thurgau in der Schweiz.
Die Burg war Sitz der im toggenburgischen Dienst stehenden Herren von Wildenrain, gelangte 1348 mit Gütern und Rechten in Wildern und Zezikon an die Johanniterkomturei Tobel. Diese soll die Burg dem Zerfall überlassen haben.
Unweit davon liess der Statthalter von Tobel, Diethelm Blarer von Wartensee, das 1571 auf dem Johanniter-Provinzialkapitel zu Speyer gefreite Schloss Wildern bauen, das die regierenden Orte 1572 als Freisitz bestätigten. Die Gerichtsherrschaft gelangte über Vererbung und Kauf – unter anderem 1651 an Hans Holzhalb – 1684 an das Kloster Fischingen, in dessen Besitz sie bis 1848 blieb. Johann Heinrich Im Thurn erwarb das landwirtschaftliche Gut 1851 vom Kanton Thurgau und liess das verwahrloste Gebäude erneuern.